# 1970 في ألمانيا
فيما يلي قوائم الأحداث التي وقعت خلال عام 1970 في ألمانيا.

## أحداث
- 1 يناير – سيبت

## سياسة

### تعيين في المنصب
- 1 يناير – هايدغارد هام بروشر عضو مجلس الشورى الموحد بافاريا.

## رياضة
- 2 أغسطس – جائزة ألمانيا الكبرى 1970 الفائز يوخن ريندت.

## ظهور
- 1 يناير – كرافت فيرك

## أفلام
من الأفلام التي صدرت هذه السنة في ألمانيا:
- 1 يناير – الملتزم من إخراج برناردو برتولوتشي.

## مواليد

### يناير
- 1 يناير – ديرك زيليجر هو أديب وشاعر فابلات ورسام كتبي ألماني..
- 7 يناير – ماركوس نيو لاعب كرة مضرب ألماني.
- 13 يناير – كورنيليا كيمبف كاتبة ألمانية.
- 15 يناير – أوكتاي أركال ملاكم ألماني.
- 19 يناير – شتيفن فرويند لاعب كرة قدم ألماني.

### فبراير
- 4 فبراير – جو جو إنغليش لاعب كرة سلة أمريكي.
- 15 فبراير – ينس فيدلر دراج ألماني.
- 21 فبراير – توماس بفانكوتش لاعب ومدرب كرة قدم ألماني.

### مارس
- 1 مارس – ديرك فان در فان لاعب كرة قدم ألماني.
- 10 مارس – توم نوفي
- 22 مارس – انيا كلينغ ممثلة ألمانية.
- 27 مارس – أوفي روزنبرغ مصمم ألعاب ألماني.

### أبريل
- 4 أبريل – مارك كيرشنر
- 23 أبريل – تايفور هافوكتو لاعب كرة قدم تركي.
- 30 أبريل – ماريان كراليفيتش لاعب كرة سلة سلوفيني.

### مايو
- 1 مايو – جوزيف زينباور
- 15 مايو – جوديث هيرمان كاتبة ألمانية.

### يونيو
- 7 يونيو – جويدو فولست درّاج طريق ألماني.
- 14 يونيو – نيكولا زيمر سياسي ألماني.
- 20 يونيو – أندريا ناليس سياسية ألمانية.

### يوليو
- 1 يوليو – مارك هوستر ربّاع ألماني.
- 3 يوليو – أودرا مكدونالد
- 6 يوليو – روجر سيسيرو مغني جاز ألماني.
- 26 يوليو – دانا جوت سياسية ألمانية.

### أغسطس
- 22 أغسطس – ريكو غروس لاعب بياثلون ألماني.
- 25 أغسطس – كلوديا شيفر

### سبتمبر
- 23 سبتمبر – كريستينا غروس ممثلة ألمانية.
- 28 سبتمبر – فرات أرسلان ملاكم ألماني.

### أكتوبر
- 16 أكتوبر – محمد شول لاعب كرة قدم ألماني.

### نوفمبر
- 13 نوفمبر – ريبيكا إيمانويل
- 23 نوفمبر – كارستن مولر

### ديسمبر
- 6 ديسمبر – ميكايلا شافراث

## وفيات

### يناير
- 11 يناير – بول فاغنر (مواليد 1899) ممثل ألماني.
- 14 يناير – هاينريش فاسبندر (مواليد 1884) فيزيائي ألماني.

### مارس
- 8 مارس – يوهانا زيبيليوس (مواليد 1913) كاتبة سيناريو ألمانية.
- 14 مارس – فريتز بيرلز (مواليد 1893)
- 15 مارس – جوزيف مارتن باور (مواليد 1901) كاتب ألماني.
- 30 مارس – هاينريش برونينغ (مواليد 1885)

### مايو
- 2 مايو – أندرياس فرانز (مواليد 1897)
- 12 مايو – نيلي زاكس (مواليد 1891)
- 16 مايو – مايكل مولر (مواليد 1889)

### يونيو
- 29 يونيو – شتفان أندريس (مواليد 1906) روائي ألماني.

### أغسطس
- 1 أغسطس – أوتو فاربورغ (مواليد 1883)
- 6 أغسطس – ألبين كيتسينغر (مواليد 1912) لاعب كرة قدم ألماني.
- 10 أغسطس – الكسندر غودي (مواليد 1906)

### سبتمبر
- 5 سبتمبر – يوخن ريندت (مواليد 1942)
- 14 سبتمبر – رودولف كارناب (مواليد 1891) فيلسوف ألماني.
- 19 سبتمبر – يوهانس هينريش شولتز (مواليد 1884)
- 25 سبتمبر – إريك ماريا ريمارك (مواليد 1898) روائي ألماني.

### أكتوبر
- 3 أكتوبر – فيكتوريا أديلايد أميرة شليزفيغ-هولشتاين (مواليد 1885)
- 19 أكتوبر – أونيكه تسورن (مواليد 1916)

### نوفمبر
- 30 نوفمبر – ماتياس هايدمان (مواليد 1912) لاعب كرة قدم ألماني.

### ديسمبر
- 4 ديسمبر – رودولف هولسته (مواليد 1897) ضابط ألماني.
- 20 ديسمبر – يوهانس ماكس بروسكاور (مواليد 1923) عالم نبات ألماني.